# Заґосцинець (Мазовецьке воєводство)
Заґосцинець (пол. Zagościniec) — село в Польщі, у гміні Воломін Воломінського повіту Мазовецького воєводства.
Населення — 2383 особи (2011).
У 1975-1998 роках село належало до Варшавського воєводства.

## Демографія
Демографічна структура станом на 31 березня 2011 року:
|          | Загалом | Допрацездатний вік | Працездатний вік | Постпрацездатний вік |
| -------- | ------- | ------------------ | ---------------- | -------------------- |
| Чоловіки | 1185    | 267                | 846              | 72                   |
| Жінки    | 1198    | 260                | 755              | 183                  |
| Разом    | 2383    | 527                | 1601             | 255                  |